# Vilémov u Šluknova (železniční zastávka)
Vilémov u Šluknova je železniční zastávka v katastrálním území Vilémov u Šluknova v okrese Děčín v km 22,003 železniční trati Rumburk–Sebnitz.
Zastávka se nachází v nadmořské výšce 355 m.

## Historie
Zastávka byla uvedena do provozu v roce 1904 pod německým názvem Wölmsdorf, který nesla až do roku 1949.

## Popis zastávky
V zastávce je u traťové koleje zřízeno jednostranné vnější nástupiště o délce 100 m, nástupní hrana je ve výšce 250 mm nad temenem kolejnice. Původní výpravní budova byla zbořena v roce 2015 a nahrazena novým unifikovaným betonovým přístřeškem.
U zastávky trať v km 21,913 kříží polní cesta na přejezdu P3566, který je zabezpečen výstražnými kříži.